# الکساندر خریستوف (بازیکن فوتبال)
الکساندر خریستوف (بلغاری: Александър Христов؛ ۳۱ مهٔ ۱۹۰۴ – ۱۲ مارس ۱۹۹۲) بازیکن فوتبال اهل بلغارستان بود.
از باشگاه‌هایی که در آن بازی کرده‌است می‌توان به باشگاه فوتبال لفسکی صوفیه اشاره کرد.
وی همچنین در تیم ملی فوتبال بلغارستان بازی کرده‌است.